# Alô, Doçura!
Alô, Doçura! foi uma série de televisão brasileira exibida de 1953 a 1964 pela extinta TV Tupi, tendo sido adaptada para a televisão e dirigida por Cassiano Gabus Mendes. A produção foi relançada entre 1990 e 1991 pelo SBT, com César Filho e Virgínia Nowick.

## História
A Rede Tupi lançou em 1953, inspirada no sucesso norte-americano I Love Lucy, a série de comédia romântica Alô, Doçura!. Seguindo os mesmos moldes, a série brasileira mostrava a vida de um jovem casal e a epopeia do que é a vida a dois.
Alô, Doçura! foi criada originalmente para o rádio por Otávio Gabus Mendes com o título de "O Encontro das Cinco e meia". Posteriormente, seu filho, Cassiano, adaptou o programa para a TV Tupi de São Paulo. Em 1957, a série passaria a ser produzida também para a TV Tupi do Rio de Janeiro.                                                                                                                                                       A ambição da emissora era ter um programa com um humor leve e descontraído, histórias com pouca duração e, principalmente, um casal de grande empatia pelo público. Nesse item, a primeira tentativa foi com o casal de atores Ilka Soares e Anselmo Duarte, mas não deu certo. Segundo Ilka, Anselmo não conseguia decorar o texto, além de não estar acostumado com a dinâmica do "ao vivo", que é muito diferente do cinema, área que o consagrara. A Tupi, então, escalou os atores Mário Sérgio, galã da Cia. Cinematográfica Vera Cruz, e Eva Wilma, atriz iniciante e grande promessa do Cinema. Alguns episódios bastaram para o programa virar um sucesso. Posteriormente, John Herbert entrou para o elenco substituindo Mário. O novo casal da ficção acabou se tornando realidade: John e Eva se casaram em 1955.

## Elenco
- Eva Wilma
- John Herbert
- Mário Sérgio
- Marly Bueno
- Luiz Gustavo
- Yoná Magalhães